# CY Весов
CY Весов (лат. CY Librae) — одиночная переменная звезда в созвездии Весов на расстоянии приблизительно 30104 световых лет (около 9230 парсеков) от Солнца. Видимая звёздная величина звезды — от +16,4m до +15,1m.

## Характеристики
CY Весов — пульсирующая переменная звезда типа RR Лиры (RR).